# Копса
Копса  — опустевший посёлок в Сысольском районе Республики Коми в составе сельского поселения Куниб.

## География
Расположен на расстоянии примерно 25 км по прямой от районного центра села Визинга на запад-северо-запад.

## История
Был образован в 1960-х годах при строительстве лесовозной узкоколейной железной дороги. Население посёлка составляло приблизительно 400 — 500 человек. Здесь было депо, отделение связи, магазины, проживали многие рабочие, трудившиеся на лесозаготовках. После сворачивания производства встал вопрос закрытия посёлка, в 2007 году завершилось его расселение.

## Население
Постоянное население составляло 116 человек (русские 71 %) в 2002 году, 0 в 2010.